# Карело-Финская Советская Социалистическая Республика
Каре́ло-Фи́нская Сове́тская Социалисти́ческая Респу́блика (фин. Karjalais-suomalainen sosialistinen neuvostotasavalta) — союзная республика в составе СССР с 31 марта 1940 года по 16 июля 1956 года, когда Карело-Финской ССР был возвращён статус автономной республики в составе РСФСР и она была преобразована в Карельскую АССР.

## История
После присоединения части приграничных территорий Финляндии, полученных СССР по Московскому мирному договору, завершившему советско-финскую «зимнюю» войну (1939—1940), 31 марта 1940 года в Москве состоялась VI сессия Верховного Совета СССР (Верховный Совет СССР I созыва).
На этой сессии был принят закон о преобразовании Карельской Автономной Советской Социалистической Республики РСФСР в Союзную Карело-Финскую Советскую Социалистическую Республику и о передаче КФССР большей части перешедших от Финляндии территорий.
В состав КФССР была включена большая часть Выборгской губернии (территории на Карельском перешейке и в Северном Приладожье), а также территория Салла-Куусамо (части общин Салла и Куусамо).
В соответствии с решением VI сессии Верховного Совета СССР, внеочередная сессия Верховного Совета Карельской Автономной ССР, состоявшаяся 13—15 апреля 1940 года, приняла закон о преобразовании Карельской АССР в Карело-Финскую ССР, о выборах высших органов власти, избрала конституционную комиссию для разработки проекта конституции Карело-Финской ССР.
Летом 1940 года на переданных в состав КФССР бывших финских территориях были образованы семь новых районов — Выборгский, Кегсгольмский, Куркиёкский, Питкярантский, Сортавальский, Суоярвский и Яскинский районы, а также три сельсовета — Алакурттинский, Кайрольский и Куолаярвский, включённые в состав Кестеньгского района.
Карело-Финская ССР стала на тот момент 12-й союзной республикой СССР, в связи с чем были внесены изменения в Конституцию СССР.
Столицей КФССР остался город Петрозаводск.
После этого Мурманская область стала полуэксклавом РСФСР, не соединённым с остальной её территорией.

### Годы войны (1941—1944)
В ходе Советско-финской войны 1941—1944 годов значительная часть Карело-Финской ССР (включая территории, ранее не принадлежавшие Финляндии) была оккупирована финской армией и частями германского вермахта. В это время столицей советской республики был Беломорск. Финские войска потерпели поражение в Карелии летом 1944 года в результате Выборгско-Петрозаводской операции.

### Послевоенные годы (1944—1956)

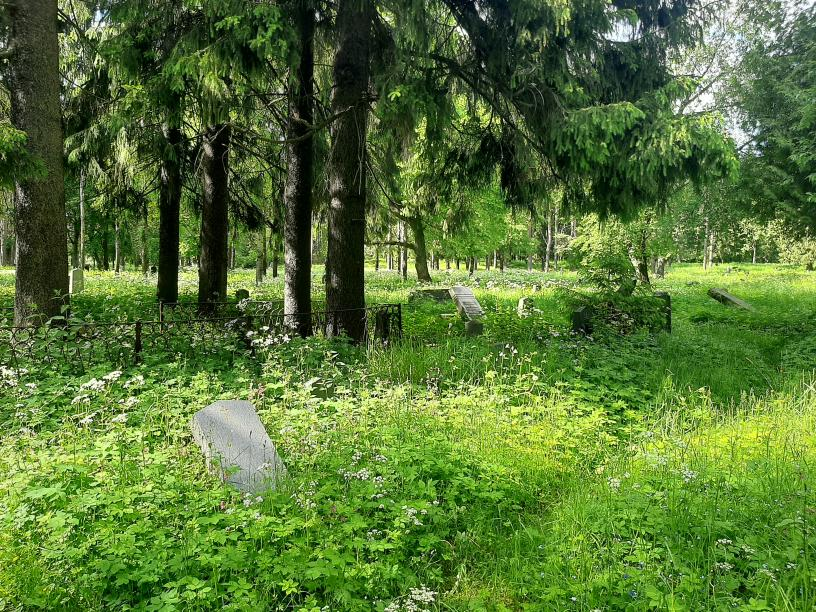
Финское кладбище в городе Сортавала

В 1944 году Выборгский и Кексгольмский (Приозерский) районы были переданы из состава КФССР в состав РСФСР и вошли в Ленинградскую область.
В 1952 году Карело-Финская ССР была разделена на два округа — Петрозаводский и Сегежский. Однако уже в 1953 г. округа были упразднены.
В 1953 году в состав Мурманской области было передано село Алакуртти.
В 1954 году в Москве на ВДНХ СССР был открыт выставочный павильон Карело-Финской ССР (архитектор Ф. И. Рехмуков при участии архитектора А. Я. Резниченко).
В 1955 году был упразднён Кестеньгский район.
24 февраля 1955 года посёлок Куолаярви был передан в состав Кандалакшского района Мурманской области.
Карело-Финская ССР была членом Международной организации радиовещания (ОИР).

### Упразднение (1956)
В 1954—1955 годах началось улучшение отношений между Финляндией, возглавляемой президентом Ю. К. Паасикиви, и СССР во главе с Н. С. Хрущёвым. В начале 1956 года Паасикиви отказался баллотироваться на новый срок, и в марте новым президентом был избран Урхо Кекконен.
1 января 1956 года СССР досрочно вернул Финляндии полученную им согласно мирному договору территорию Порккала, одобрил нейтралитет Финляндии и не препятствовал её вступлению в ООН.
16 июля 1956 года КФССР была официально понижена в статусе до АССР и возвращена в состав РСФСР. При этом из её названия было убрано слово «финская» (Карельская АССР). На следующий день в газетах «Правда» и «Известия» была опубликована соответствующая просьба Верховного Совета Карело-Финской ССР.
Преобразование КФССР в Карельскую АССР должно было показать, что у СССР не было агрессивных целей в отношении независимости Финляндии, и в то же время положить конец попыткам финских политиков вновь поднять вопрос о пересмотре границ и присоединении западных районов Карелии (карельский вопрос). Официальным основанием для понижения статуса республики послужили произошедшие изменения в национальном составе её населения (около 80 % жителей составляли русские, белорусы и украинцы), а также необходимость сокращения государственного аппарата, расходы на содержание которого в 1955 году составили 19,6 млн рублей.
После смены статуса республики потребовалось изменить герб СССР. В период существования Карело-Финской ССР, после вхождения в Союз трёх прибалтийских республик и Молдавии на гербе СССР изображалось 16 ленточек с девизом «Пролетарии всех стран, соединяйтесь!». После упразднения КФССР ленточек стало 15; это стало последним изменением герба Союза до его распада в 1991 году.

#### Память о Карело-Финской ССР

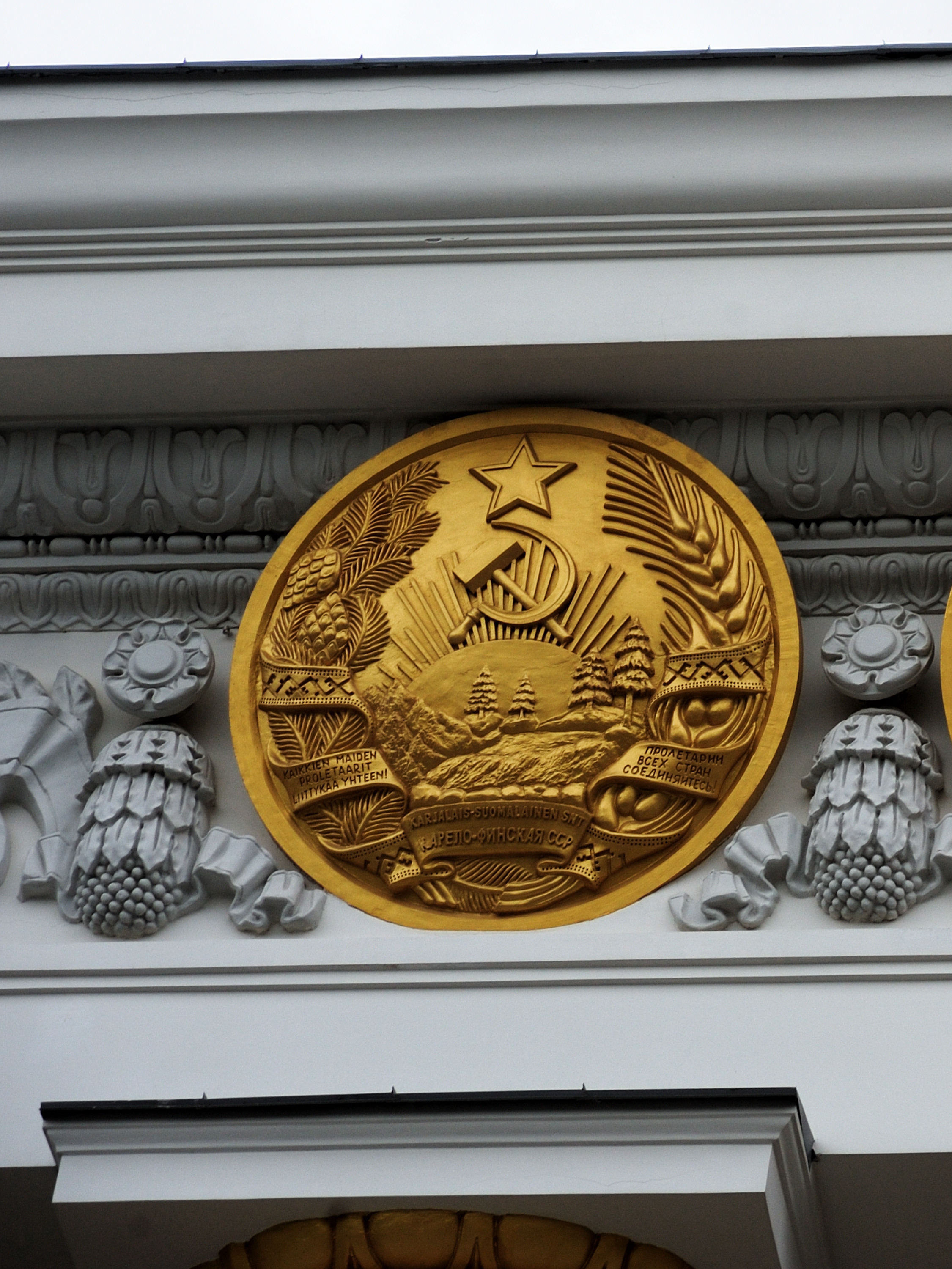
Герб КФССР на заднем фасаде Главного павильона ВДНХ

Одним из памятников Карело-Финской ССР является фонтан «Дружба народов СССР» на ВДНХ в Москве. 16 женских фигур в ансамбле фонтана символизируют союзные республики СССР. Одна из них — Карело-Финская ССР, не существующая с 1956 года, остальные пятнадцать республик стали независимыми государствами в 1991 году. Интересна судьба двух медальонов Карело-Финской ССР на переднем и заднем фасадах Главного павильона ВДНХ. В 1956 году их убрали, оставив пустые щиты, но в 2018 году при реставрации Главного павильона медальоны с гербом КФССР были восстановлены в соответствии с первоначальным проектом 1954 года.
Изображение герба КФССР есть также на панно в вестибюле станции метро «Добрынинская».

## Национальный состав
«Титульное» карельское и финское население, в отличие от других союзных республик (кроме Казахской ССР и достаточно долго Киргизской ССР), представляло собой национальное меньшинство в течение всего времени существования республики. В 1939 году, ещё до Советско-финляндской войны и присоединения Карельского перешейка и Приладожья, население республики достигло 468 896 человек, из них доля карелов составила 23,1 % (108 571 чел.), вепсов — 2 % (9388 чел.), финнов — 1,8 % (8322 чел.) . Согласно Всесоюзной переписи населения 1959 года, проведённой уже после упразднения союзной республики, численность карелов снизилась до 85 тыс. чел. (13,1 %), вепсов — до 7179 чел. (1,1 %), в то же время значительно увеличилась численность финнов (в 3,3 раза) — их доля в общей численности населения составила 4,3 % (27 905 чел.).
Карело-финское население присоединённых в 1940 году западных районов Карелии (более 400 тыс. человек) заблаговременно эвакуировалось в центральные районы Финляндии и, возвратившись в 1941—1942 годах в ходе Великой Отечественной войны, окончательно покинуло Карелию в 1944 году, уступив место переселенцам из РСФСР и Белоруссии. В Финляндию переселилась и некоторая часть «советских» карел.

## Территориальное деление
- Беломорский район (г. Беломорск)
- Ведлозерский район (с. Ведлозеро)

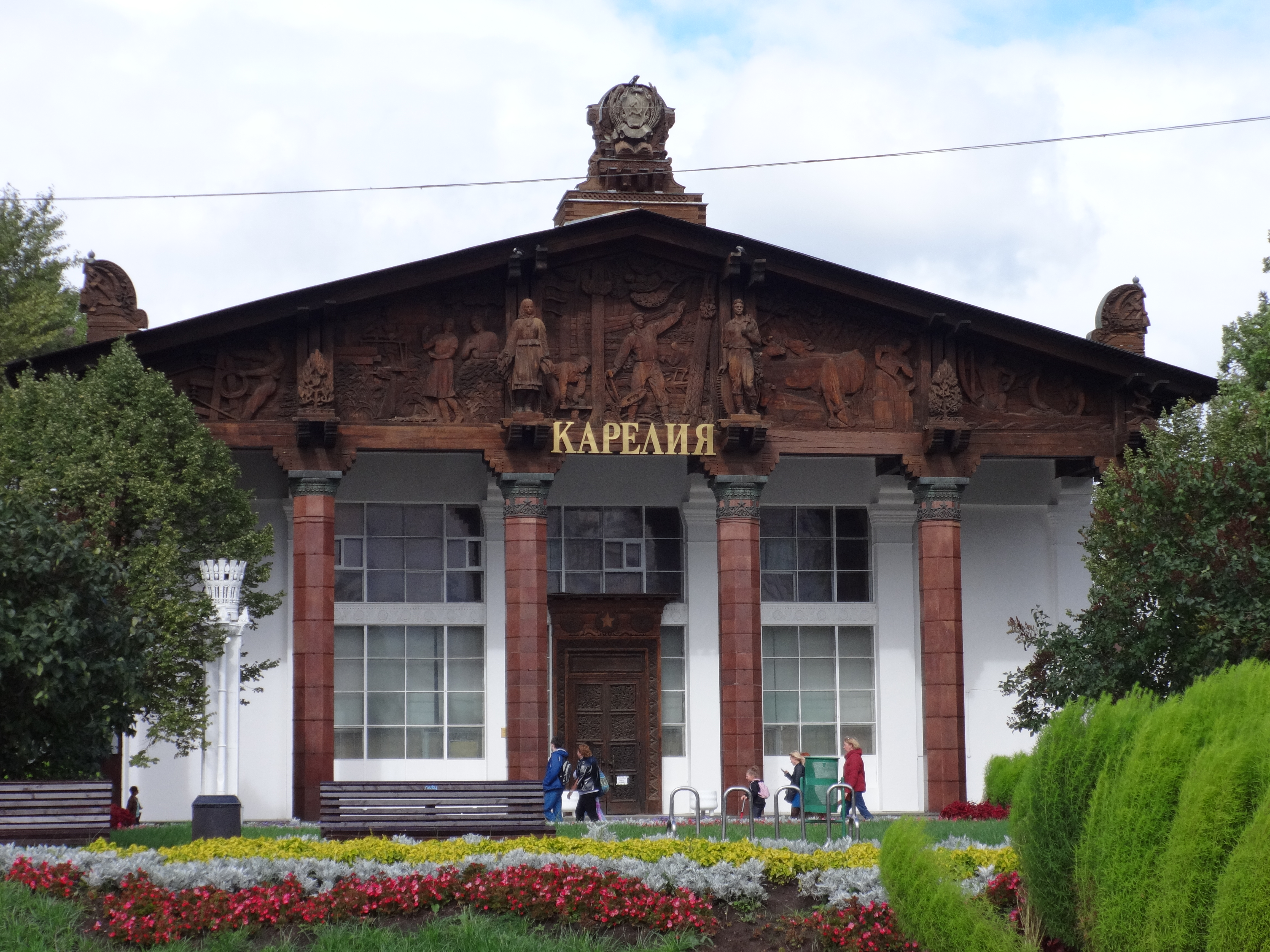
Павильон КФССР на ВДНХ, ныне павильон «Карелия» (снимок 2014 года)

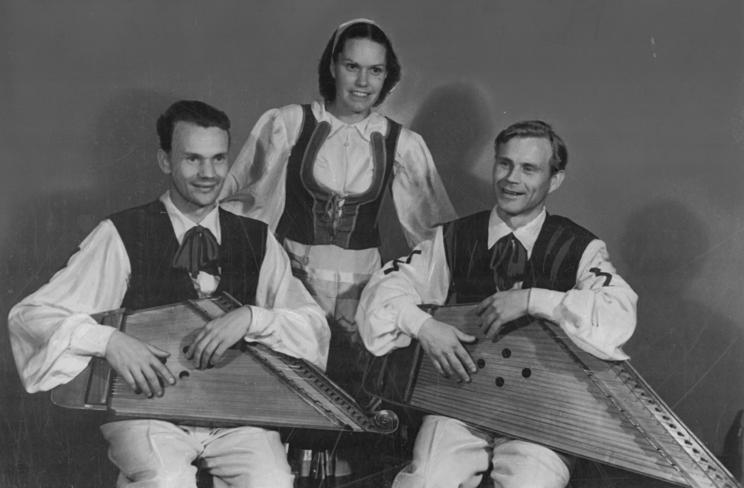
Певица Люция Теппонен, игроки на кантеле Тойво Вайнонен и Максим Гаврилов представляют КФССР на II Всемирном фестивале молодёжи и студентов в Будапеште (1949)

- Выборгский район (Виипурский) (г. Выборг (Виипури)) — июль 1940 — ноябрь 1944
- Заонежский район (с. Шуньга)
- Калевальский район (Калевалы) (с. Ухта)
- Кексгольмский район (Кякисалмский) (г. Кексгольм (Кякисалми)) — июль 1940 — ноябрь 1944
- Кемский район (г. Кемь)
- Кестеньгский район (с. Кестеньга)
- Кондопожский район (г. Кондопога)
- Куркиёкский район (с. Куркиёки, г. Лахденпохья) — с июля 1940
- Лоухский район (с. Лоухи)
- Медвежьегорский район (г. Медвежьегорск)
- Олонецкий район (с. Олонец)
- Петровский район (с. Спасская Губа)
- Питкярантский район (г. Питкяранта) — с июля 1940
- город Петрозаводск с подчинённой территорией
- Прионежский район (с. Ладва)
- Пряжинский район (с. Пряжа)
- Пудожский район (с. Пудож)
- Ребольский район (с. Реболы) — до мая 1948
- Ругозерский район (с. Ругозеро)
- Сегежский район (г. Сегежа) — с марта 1945
- Сегозерский район (с. Паданы)
- Сортавальский район (Сердобольский) (г. Сортавала (Сердоболь)) — с июля 1940
- Суоярвский район (г. Суоярви) — с июля 1940
- Тунгудский район (с. Лехта)
- Шёлтозерский район (с. Шёлтозеро)
- Яскинский район (пос. Яски) — июль 1940 — ноябрь 1944

С августа 1952 по апрель 1953 года территория республики дополнительно была разделена на Петрозаводский и Сегежский округа.

## Руководители Карело-Финской ССР
Первые секретари ЦК Коммунистической партии Карело-Финской ССР (в 1940—1952 — КП(б) Карело-Финской ССР)
- Куприянов, Геннадий Николаевич (1940—1950)
- Кондаков, Александр Андреевич (1950)
- Егоров, Александр Николаевич (1950—1955)
- Лубенников, Леонид Игнатьевич (1955—1956)
  - В 1947—1951 годах 2-м секретарём был Ю. В. Андропов

Председатели Президиума Верховного Совета Карело-Финской ССР
- Горбачёв, Марк Васильевич (1940)
- Куусинен, Отто Вильгельмович (1940—1956)

Председатели Совета Министров Карело-Финской ССР (в 1940—1946 — Совета Народных Комиссаров Карело-Финской ССР)
- Прокконен, Павел Степанович (1940—1947)
- Виролайнен, Вольдемар Матвеевич (1947—1950)
- Прокконен, Павел Степанович (1950—1956)

## Основные события
Основные события в истории КФССР:
- 31.03.1940 — населённый пункт Суоярви получил статус города.
- Март 1940 — закончено строительство железнодорожной линии Петрозаводск-Суоярви.
- 02.06.1940 — постановлением СНК КФССР открыт Карело-Финский государственный университет.
- 13.06.1940 — открылось регулярное воздушное сообщение Петрозаводск—Выборг.
- 01.07.1940 — вышло постановление СНК КФССР об образовании Беломорско-Онежского пароходства.
- 06.07.1940 — вышел первый номер литературно-художественного журнала «На рубеже».
- 09.07.1940 — образованы Питкярантский, Суоярвский, Куркиёкский районы.
- 21.11.1940 — коллегией Наркомздрава КФССР принято решение об объявлении марциального источника в деревне Дворец государственным заповедником.
- 22—25.12.1940 — прошёл первый съезд писателей КФССР.
- 15.02.1941 — введена в строй 2-я очередь Кондопожской ГЭС.
- 22.06.1941 — Начало Великой Отечественной войны.
- 05.07.1941 — СНК и ЦК Компартии КФССР приняли постановление «О создании отрядов народного ополчения».
- 01.10.1941 — после ожесточённых боёв на Петрозаводском направлении части 7-й советской армии оставили г. Петрозаводск.
- 25.03.1943 — Село Пудож преобразовано в город.
- 21.06.1944 — 09.08.1944 — проведена Свирско-Петрозаводская наступательная операция войсками Карельского фронта, в результате которой освобождена большая часть КФССР:
  - 24.06.1944 — освобождён Медвежьегорск.
  - 25.06.1944 — освобождён Олонец.
  - 28.06.1944 — освобождён г. Кондопога.
  - 28.06.1944 — освобождена столица КФССР — г. Петрозаводск.
  - 30.06.1944 — освобождён п. Пряжа.
  - 10.07.1944 — освобождён г. Питкяранта.
  - 11.07.1944 — освобождён г. Суоярви.
- 30.09.1944 — День освобождения Карелии от нацистских захватчиков[15].
- 08.10.1944 — в Петрозаводске состоялся парад партизан и подпольщиков Карелии.
- 01.11.1944 — состоялось открытие Петрозаводского архитектурного техникума.
- 20.01.1945 — Указом Президиума Верховного Совета КФССР рабочий посёлок Лахденпохья Куркиекского района преобразован в город районного подчинения.
- 30.03.1945 — Указом Президиума Верховного Совета КФССР образован Сегежский район с центром в г. Сегежа.
- 01.07.1945 — открылось регулярное воздушное сообщение между Петрозаводском и Москвой.
- 28.08.1945 — выпустила первую продукцию Петрозаводская трикотажная фабрика.
- 02.10.1945 — постановлением СНК КФССР «О состоянии охраны памятников архитектуры в К-ФССР» за № 604 территория Кижского погоста объявлена государственным заповедником[16].
- 14.07.1946 — после восстановления начал работать Ляскельский бумажный завод.
- 28.07.1946 — восстановлен и вступил в строй Беломорско-Балтийский канал.
- 14.02.1947 — восстановлен Вяртсильский метизный завод.
- 29.06.1947 — восстановлена Кондопожская ГЭС.
- 01.08.1947 — восстановлен Петрозаводский судостроительный завод и начал выпуск рыболовных судов.
- 01.04.1948 — пущен в эксплуатацию Петрозаводский домостроительный комбинат.

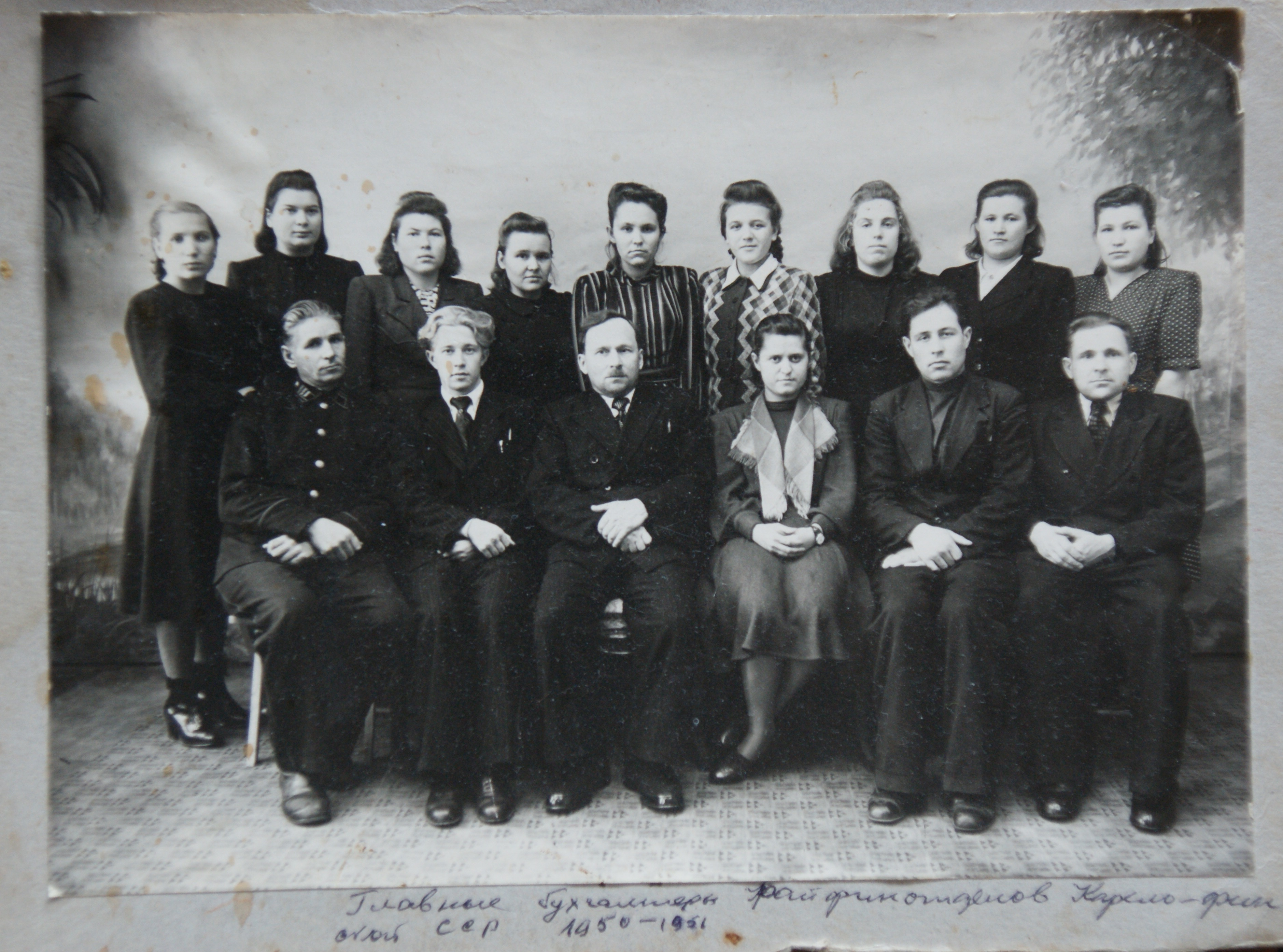
Главные бухгалтеры райфинотделов Карело-Финской ССР, 1950—1951 годы

- 20.08.1952 — создан Институт биологии в составе Карельского филиала АН СССР.
- 15.05.1954 — образована республиканская комиссия по пересмотру уголовных дел лиц, пострадавших от политических репрессий 1930—1950 годов.
- 25.09.1954 — введена в эксплуатацию первая очередь Надвоицкого алюминиевого завода.
- 05.11.1955 — состоялось открытие нового здания Государственного музыкально-драматического театра Карело-Финской ССР.
- 09.03.1956 — пущен в строй первый агрегат Ондской ГЭС.
- 16.07.1956 — Верховный Совет СССР принял Закон о преобразовании Карело-Финской ССР в Карельскую Автономную Советскую Социалистическую республику и включении её в состав РСФСР.

## Спорт
Преобразование Карельской АССР в союзную республику определило дальнейшее развитие спорта в ней, повышение статуса сборных республики, участие их в общесоюзных соревнованиях.
В предвоенное время был проведён ряд соревнований, в том числе первый народный лыжный праздник 23-25 февраля 1941 г.
В послевоенное время в КФССР культивировались многие вид спорта: велосипедный, конный спорт, гимнастика, городки, гребной и парусный спорт, конькобежный спорт, лёгкая атлетика, спиннинг, стрелковый спорт, классическая борьба. В народной гребле сильнейшими были представители ДСО Водник, ОДО, Красная Звезда. Проводились первенства республики по теннису.
Сборные КФССР по городкам, фехтованию, тяжёлой атлетике (в том числе в штанге Прима Пётр Петрович и др.), участвовали в первенстве СССР. Проводились традиционные встречи по лёгкой атлетике с Архангельской областью.
В стрелковом спорте в первенстве СССР от ОДО участвовал рекордсмен СССР Агонин Давид Давидович, тренер сборной КФССР.
Одним из наиболее развитых в КФССР был лыжный спорт. Кроме народного лыжного праздника проводились первенство КФССР, Праздник Севера, гонка на приз Антикайнена Петрозаводск-Кондопога.
Фёдор Терентьев, в дальнейшем олимпийский чемпион, в 1947 и 1948 гг. стал абсолютным чемпионом на VI и VII народных лыжных праздниках Карело-Финской ССР, на VIII лыжном празднике в 1949 году стал чемпионом в гонках на 10 и 18 км. Ведущие позиции занимали мастера спорта А. Вялимаа (лыжный спорт), В. Лисунов (конькобежный спорт), спортсмены конькобежка Н. Врублевская, лыжница Т. Арнаутова, двоеборец Н. Гусаков, легкоатлет Е. Кивекяс.
Конькобежцы КФССР в 1953—1955 гг. выигрывали традиционный матч 6 республик (УССР, БССР, Литовской ССР, Латвийской ССР, ЭССР и КФССР).
Развивался шахматный спорт, в котором сильнейшим был А. Я. Лейн.
В КФССР развивался бокс. На юношеском первенстве страны в Москве, 1947 команда П. Г. Ятцерова заняла 8-е место.
Среди командных видов спорта наиболее был развит футбол, хоккей с мячом, волейбол и баскетбол. Команды КФССР как представители союзной республики участвовали в соревнованиях на уровне СССР.
В чемпионате республики по волейболу сильнейшими были ОДО, Кестеньга, ДСО «Медик», «Спартак», «Динамо», «Локомотив», «Наука», «Большевик», «Буревестник».
В кубке СССР 1950 г. участвовал «Спартак» (Петрозаводск) (дошёл до 1/8 финала). В чемпионатах 1949 Сборная Петрозаводска заняла 23 место, 1950 ДО (Петрозаводск) заняло 21 место. 1953 ДО Петрозаводск — 22 место.
В Чемпионатах СССР среди женщин 1946 «Локомотив» Петрозаводск занял 16 место, 1949 ДО Петрозаводск занял 18 место, в 1950 «Динамо» Петрозаводск — 18 место. В 1951 г. женские команды ДСО «Медик», в 1952 г. ДФСО «Спартак» участвовали в первенстве СССР. В 1955 г. сборная КФССР участвовала во всесоюзных соревнованиях в Сталинграде.
В чемпионате СССР по баскетболу 1946 БК «Петрозаводск» занял 10 место во второй группе. В 1948 г. первенстве СССР по баскетболу участвовал ДСО «Большевик» (Петрозаводск).
В 1951 г. ДСО «Медик», женщины приняли участие в первенстве СССР.
В 1952 г. команды ДСО «Наука» и ДСО «Медик» (женщины) под руководством тренера С. В. Клодт участвовали во всесоюзном первенстве в г. Ереване. В 1954 г. во всесоюзных соревнованиях по баскетболу участвовала сборная КФССР.
Впервые в послевоенные годы в республике начал культивироваться хоккей с шайбой. Чемпионом КФССР в это время становилось «Динамо» (Петрозаводск), призёрами были ОДО, «Красная Звезда», в/ч «Пески», «Наука», «Спартак».
В кубках СССР по хоккею с шайбой карельские команды доходили — в 1951 «Спартак» Петрозаводск до 1/16 финала (поражение 0:16 от ЦДКА), в 1952 г. до 1/16 финала (ДСО «Наука»), в 1955 г. до второго раунда («Динамо» (Петрозаводск) потерпело дома поражение от ОДО Ленинград 2:14), в 1956 г. до 1/32 финала («Спартак» Петрозаводск уступил «Буревестнику» Москва — 7:8, шайбы забросили Нестегин, Колкотин, Алексеев).
Наибольших успехов достигла КФССР в хоккее с мячом.
В Первенстве КФССР занимали первое место петрозаводские команды «Локомотив» (1950, 1951), ОДО (1952—1954), «Красная Звезда» (1955). Призёрами становились также «Спартак», «Динамо» (Петрозаводск), команда по бенди Сегежского района.
В кубке КФССР побеждали ОДО (1947, 1948, 1950, 1952), «Спартак» (1949, 1951), «Красная Звезда» (1953), полуфиналистами становились «Динамо» (1948—1950, 1952), ОДО (1951), «Спартак» (1953).
В Чемпионатах СССР по хоккею с мячом участвовали «Локомотив»:
- Чемпионат СССР по хоккею с мячом 1950 — 12 место;
- Чемпионат СССР по хоккею с мячом 1951 — 6 место во второй группе;
- Чемпионат СССР по хоккею с мячом 1952 — 8 место во второй группе;

ОДО:
- Чемпионат СССР по хоккею с мячом 1953 — 6 место во второй группе;
- Чемпионат СССР по хоккею с мячом 1954 — 2 место во второй группе;
- Чемпионат СССР по хоккею с мячом 1954/1955 — 6 место среди команд класса «А», 11 место среди команд класса «А» (ОДО-2);
- Чемпионат СССР по хоккею с мячом 1955/1956 — 6 место среди команд класса «А».

Первым победителем кубка КФССР по футболу стал учебный отряд Северного флота в 1940 г. Во время Великой Отечественной войны в г. Беломорске команда краснофлотцев участвовала в товарищеских встречах по футболу, в том числе в августе 1943 г. обыграла местную команду «Динамо». В июне 1944 г. на беломорском стадионе «Динамо» состоялась товарищеская игра динамовцев с командой Красной Армии, в которой победили динамовцы.
В Кубке КФССР наибольшего успеха добились «Динамо» (Петрозаводск) — 5 побед и ОДО (Петрозаводск) — 4 победы, «Локомотив» (Петрозаводск) — 1 победа. В чемпионате 6 раз побеждало «Динамо» и 2 раза ОДО. Команды «Локомотив», ОДО, «Красная Звезда» в разное время участвовали в чемпионате СССР среди команд класса Б (лига второго уровня футбола СССР).
Карельские команды участвовали в Кубках СССР по футболу:
- Кубок СССР по футболу 1949 — 1/64 финала Динамо (Петрозаводск);
- Кубок СССР по футболу 1950 — 1/64 финала Локомотив (Петрозаводск);
- Кубок СССР по футболу 1951 — 1/32 финала Красная звезда (Петрозаводск) и Локомотив (Петрозаводск);
- Кубок СССР по футболу 1952 — 1/64 финала ДО (Петрозаводск);
- Кубок СССР по футболу 1953 — 1/32 финала — Динамо(Петрозаводск);
- Кубок СССР по футболу 1954 — 1/32 финала Красная звезда (Петрозаводск);
- Кубок СССР по футболу 1955 — Зона 4 1/4 финала ОДО (Петрозаводск).

В КФССР было создано 8 детских спортивных школ Министерства просвещения КФССР, Петрозаводска и сортавальская молодёжные спортшколы. в которых занималось свыше 500 человек. В 1944 г. в Петрозаводске была организована детская спортивная школа при Дворце пионеров с отделениями: гимнастическое, лыжи, отделение спортивных игр с секциями по волейболу и баскетболу.

## В филателии

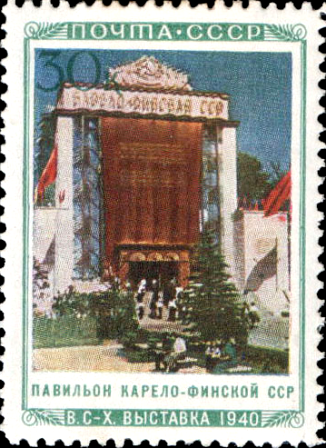
Почтовая марка СССР, 1940 год. Серия «Всесоюзная сельскохозяйственная выставка в Москве»: Павильон Карело-Финской ССР
Почтовая марка СССР, 1941 год
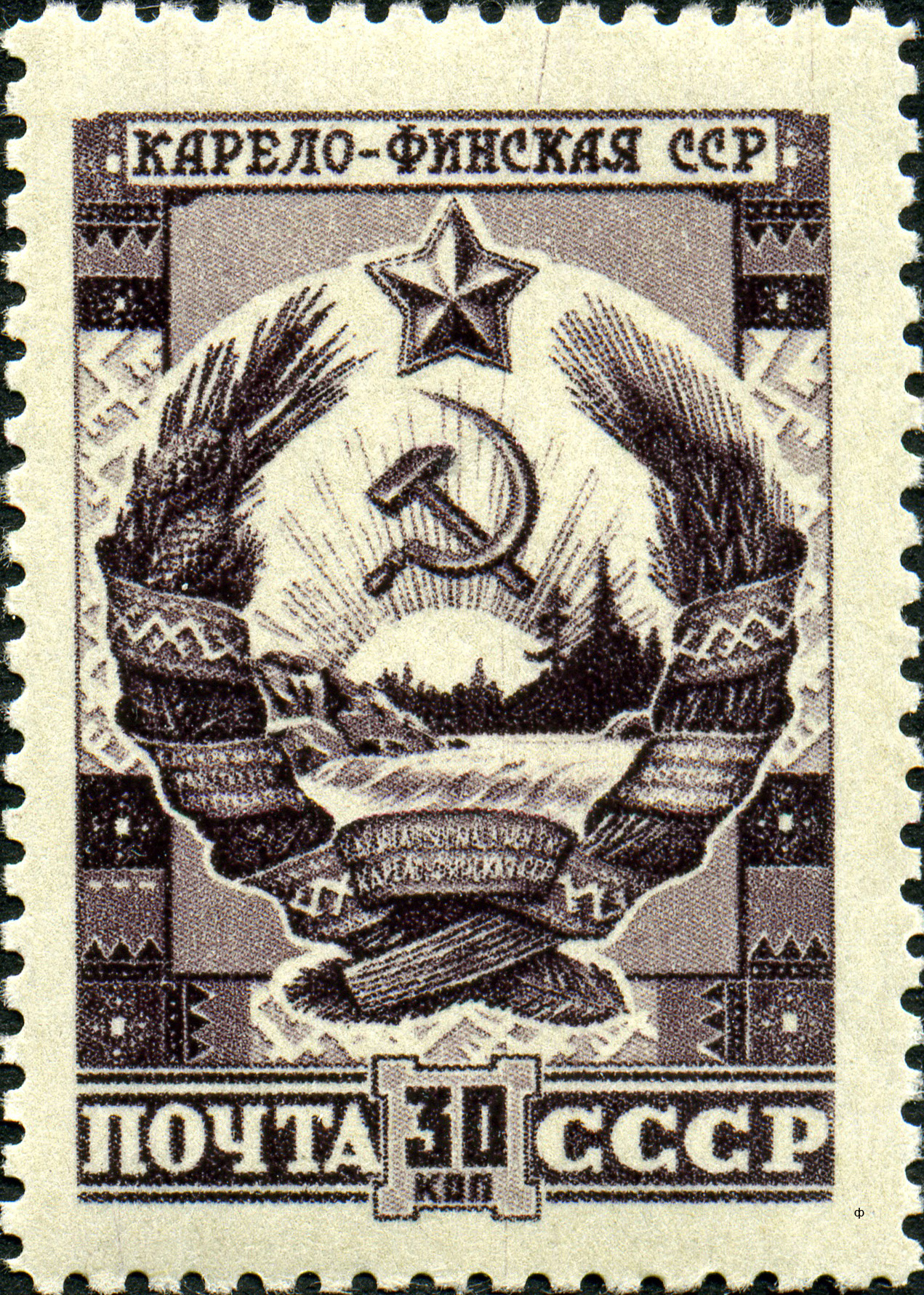
Почтовая марка СССР, 1947 год
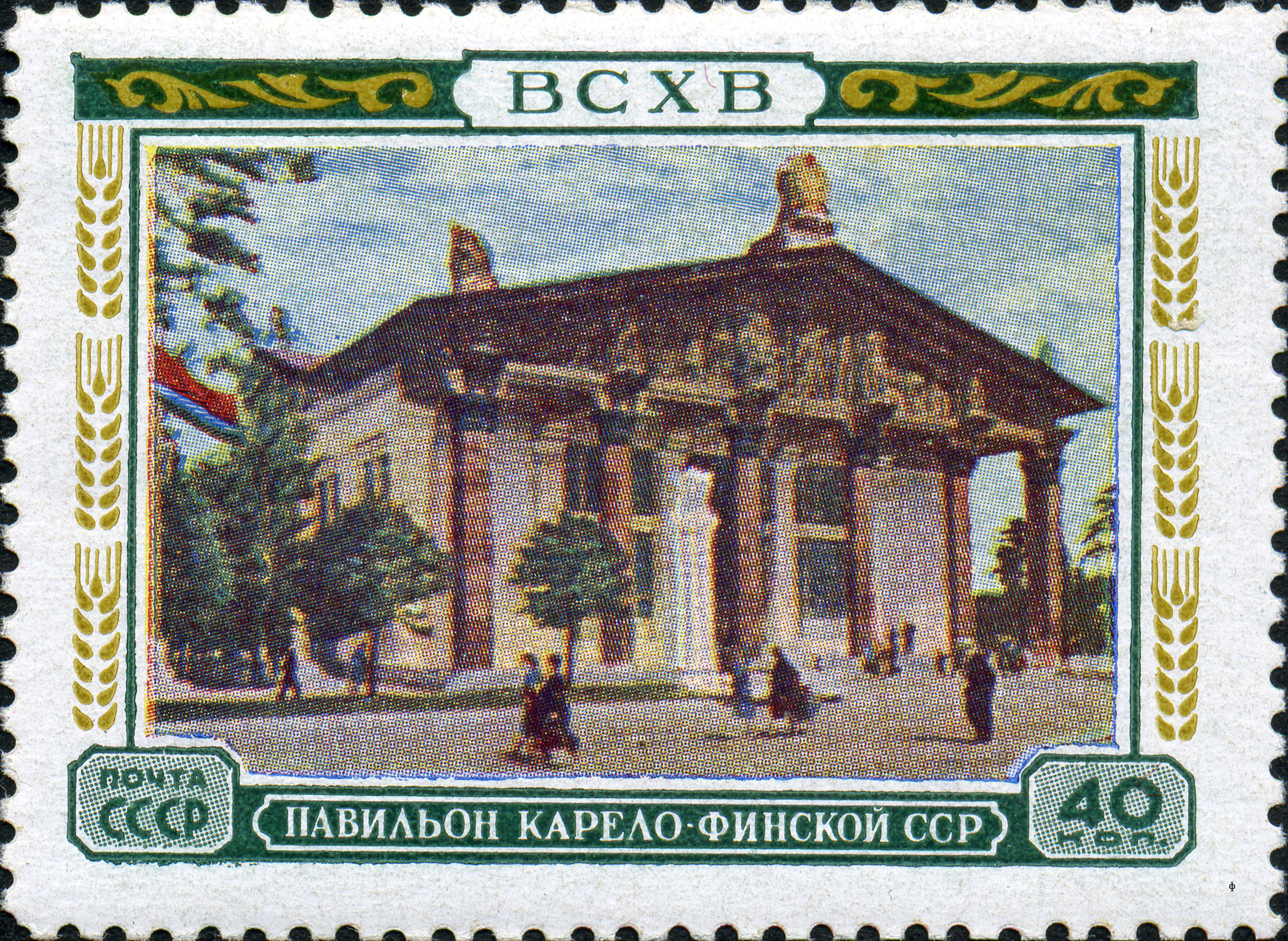
Почтовая марка СССР, 1955 год